# Riaño (province de León)
Pour les articles homonymes, voir Riaño.
Pour la commune italienne, voir Riano.
Riaño est une commune d'Espagne dans la province de León, communauté autonome de Castille-et-León. Elle s'étend sur 97,63 km2 et comptait environ 490 habitants en 2015.
La dénomination administrative réunit historiquement deux populations géographiquement distinctes, aujourd'hui connues dans la région sous le nom de Vieux Riaño — ancien village, recensé depuis 1752, entièrement démoli en juillet 1987 en raison de la construction du barrage de Riaño — et le Nouveau Riaño, urbanisé à partir de 1980 dans le secteur de Valcayo, destiné à accueillir des habitants affectés par les expropriations intervenues lors de la mise en service du barrage.

## Toponymie
Riaño est une ville léonaise très proche de la confluence des rivières Esla et Orza. Le toponyme est probablement issu du latin rivi ăngǔlu signifiant « l'angle du fleuve », le bourg se trouve, selon l'expression de Madoz, « à l'angle formé par les deux bras de l'Esla ». Les différents stades de son évolution sont attestés partout : Rianclo (ultracorrection) vers 1088 (Santillana), Riangulo en 1046 (Sahagún), Riannio en 1171 (Eslonza). Le résultat, /ñ/, est bien connu : « uña » issu du latin ǔngǔla, « ceño » issu du latin cǐngŭlu, etc. De même, Valdesuñana (Almenara, Salamanque), vraisemblablement issu du latin valle de susu angula ; Anleo (Asturies), issu du latin ǎngǔlětu ; Riancho (Cantabrie) ; Valdeancheta (Espinosa de Henares, Guadalajara) ; Anllo (Ourense) ; Lugo ; Aña (Lérida) ; Anllada (Pontevedra) ; Allón (La Corogne) ; Añón (La Corogne) ; Añón (Saragosse) ; Añavieja (Soria), etc. Dans les territoires non romans, il est notable le terme basque Ibarrangelu, littéralement « le petit angle de la Vega ».

## Géographie
Riaño est situé à la confluence des deux rivières qui forment l'Esla en un seul cours d'eau. Les sources de l'Esla et du río Yuso où il se trouve forment un vaste ensemble montagneux très accidenté, d'altitude moyenne élevée, recouvert d'une végétation alternant prairies, bruyères et genêts, ainsi que de magnifiques vestiges de forêts de hêtres et de chênes. Tout cela lui a valu d'être reconnu comme une aire naturelle protégée sous la dénomination de Parc régional Montaña de Riaño y Mampodre.
Les roches du substrat sont très anciennes, datant du Paléozoïque, principalement des quartzites cambriennes et ordoviciennes, des schistes et des conglomérats carbonifères ainsi que des calcaires dévoniens. Intensement déformées par les orogenèses hercynienne et alpine, elles apparaissent faillées, plissées et chevauchées les unes sur les autres, avec des contacts et des successions discordantes. De plus, ces roches réagissent différemment à l'érosion, si bien que le réseau fluvial a creusé de vastes vallées alluviales au fond plat sur les schistes carbonifères, des roches friables et peu résistantes, tout en laissant en relief les quartzites et calcaires, beaucoup plus dures et compactes, qui n'ont permis aux rivières d'ouvrir que des gorges et des « conjas ». De bons exemples de vallées larges et fertiles sont celles d'Acebedo, Burón et Prioro, et surtout celle de Riaño, aujourd'hui submergée par le réservoir.

### Climat
Les sources qui donnent naissance à l'Esla sont alimentées par des précipitations abondantes, atteignant presque 2000 mm sur les sommets des vallées de Valdeburón et Tierra de la Reina. Une grande partie de ces précipitations tombe sous forme de neige, rendant les communications et la vie en général particulièrement difficiles pendant les longs et rigoureux hivers, parmi les plus froids et enneigés de la province. En revanche, les étés peuvent être chauds, bien que généralement frais, et même en juillet et août, les températures nocturnes peuvent descendre en dessous de zéro degré, bien que cela soit rare. Les saisons intermédiaires, l'automne et le printemps, sont réduites à de simples périodes de transition de quelques semaines.
En résumé, il s'agit d'un climat continental froid et humide qui, associé à l'altitude moyenne élevée — toute la région se situe au-dessus de 1000 m — crée des conditions idéales pour le développement de la forêt atlantique typique composée de hêtres et de chênes sur les versants exposés au soleil. Il subsiste dans toute la région de vastes formations forestières avec des spécimens de grande taille, notamment dans les bois de la Sierra de Hormas, au nord de Riaño.

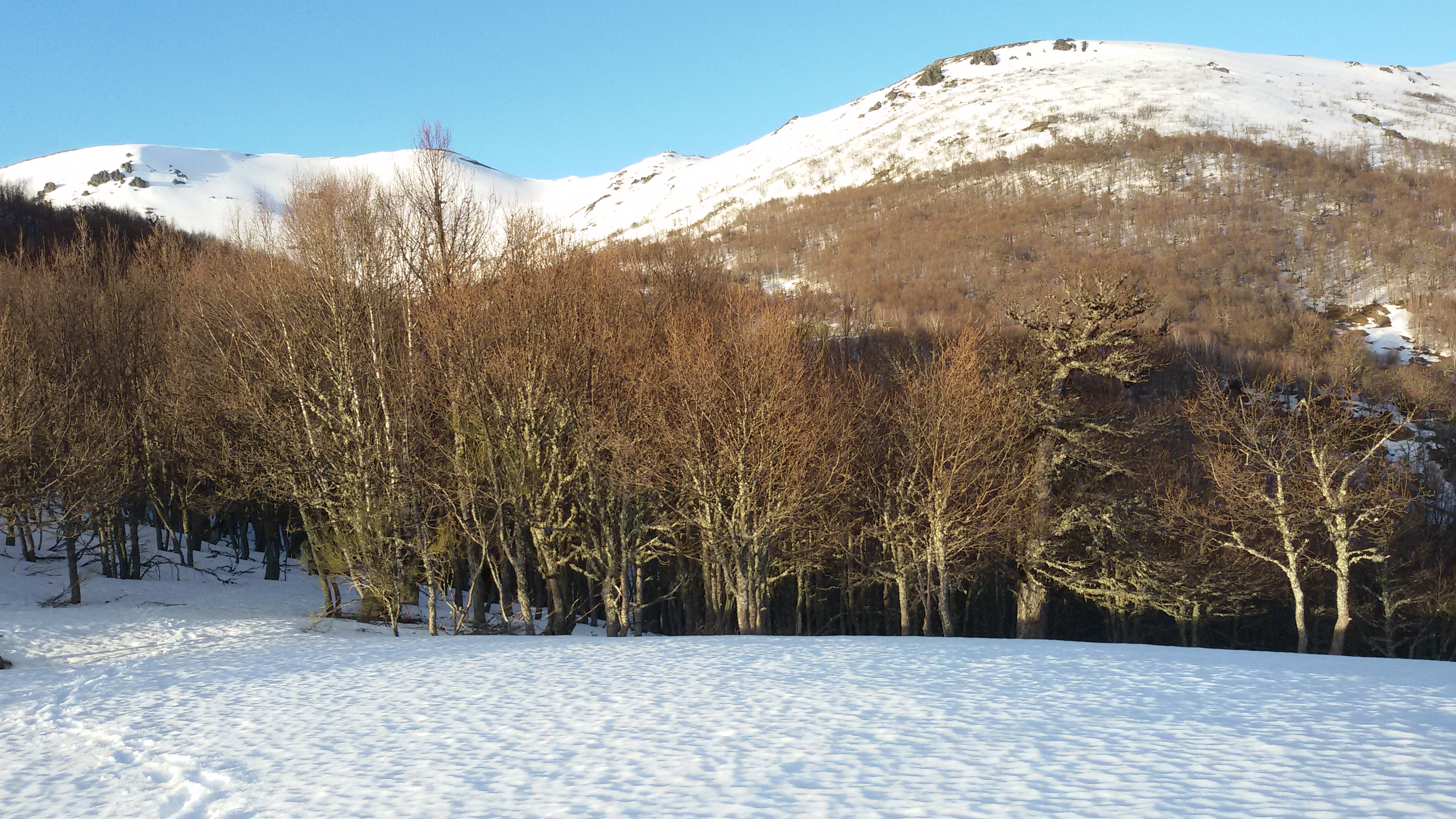
Sierra de Hormas vue depuis le pic d'Éscaro

Riaño possède un climat océanique frais de type Cfb (tempéré sans saison sèche) selon la classification climatique de Köppen.

## Nature

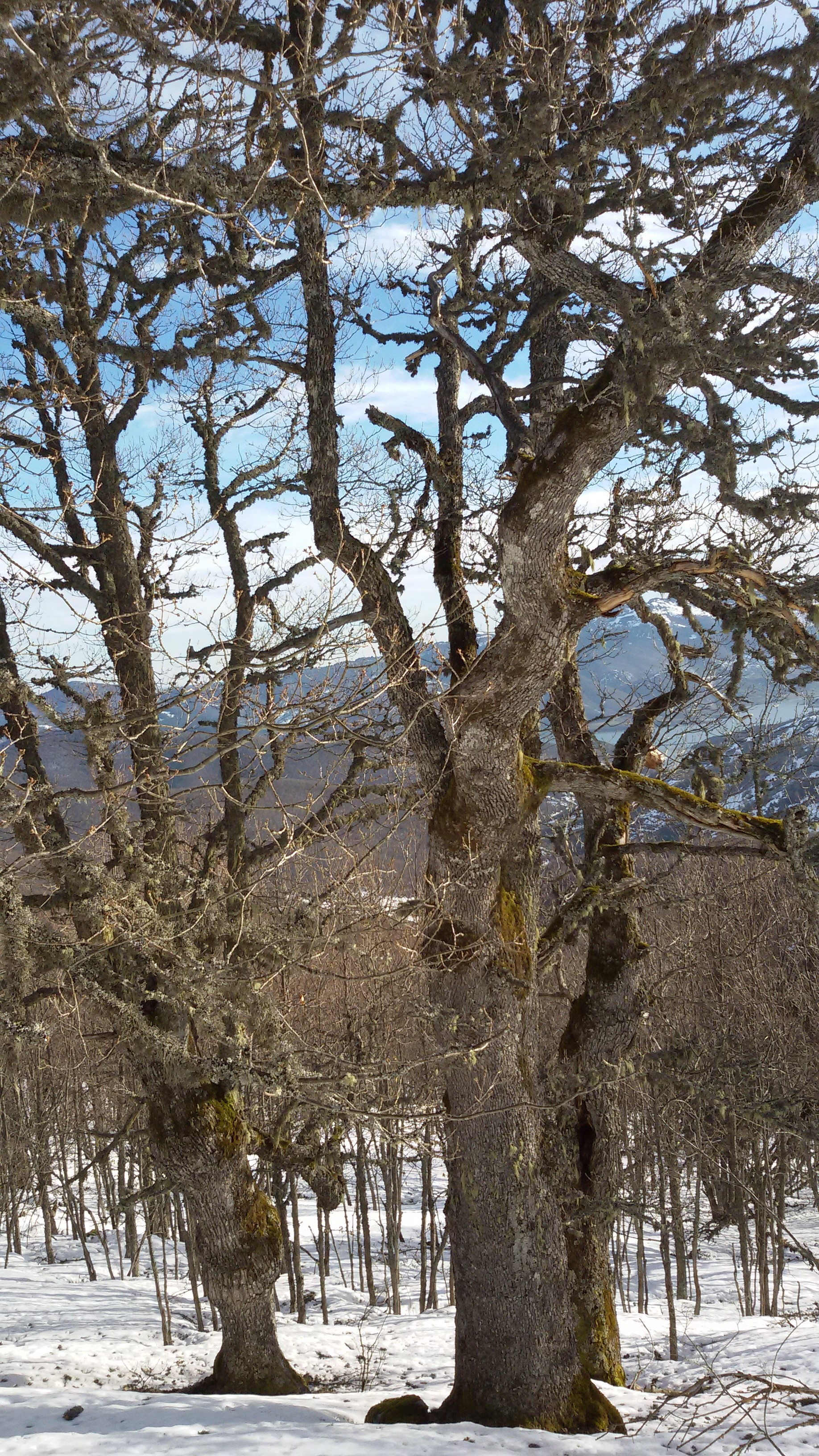
Chênes rouvres centenaires sur le versant sud de la Sierra de Hormas

Jusqu’aux années 1990, cette région faisait partie de la Réserve nationale de chasse de Riaño. Par la suite, elle a été intégrée au Parc régional des Picos de Europa, et depuis 2016, au Parc régional de la Montagne de Riaño et Mampodre. Il s'agit de la seule réserve cantabrique abritant six espèces de grand gibier : cerf, chevreuil, isard, bouquetin ibérique, sanglier et loup.
Le chevreuil était autrefois chassé toute l’année en battues et sans distinction de sexe. À partir de 1970, la chasse à l’approche a été introduite avec de bons résultats, qui se sont améliorés au fil des ans.
Le cerf (ou « venado ») est une espèce introduite au XVIIIe dans la réserve avec un grand succès. Il est chassé à l’approche depuis 1970.
Le bouquetin ibérique (Capra pyrenaica victoriae) a été introduit dans la réserve dans les années 1990, également avec succès.
L'isard, autrefois chassé en battues, est désormais chassé à l’approche depuis 1970.
Le sanglier est très abondant à Riaño et est chassé en battues organisées par des groupes de chasseurs.
Le loup ibérique, habitant ancestral de ces montagnes, est encore chassé aujourd’hui.
Le loup et l’ours brun, qui peuplent cette région depuis des millénaires, ont été chassés légalement jusqu'à la fin des années 1960. Aujourd'hui, ils sont les meilleurs témoins de la grande richesse écologique des forêts de la Montagne de Riaño, mais sont de plus en plus menacés par la chasse et la destruction de leur habitat. En raison de l'intérêt grandissant du public pour l'observation de la faune sauvage, une activité plus durable se développe autour de leur observation dans leur environnement naturel.
La réserve de Riaño est constituée de terrains appartenant aux communes d'Acebedo, Boca de Huérgano, Burón, Oseja de Sajambre, Posada de Valdeón et Riaño.
La réserve est traversée du sud-ouest au nord-ouest par la route N-621, qui relie León à la Cantabrie en passant par Riaño et le col de San Glorio. Depuis le nouveau Riaño, la N-625 part en direction du nord-ouest vers la ville asturienne de Cangas de Onís. Outre ces deux routes principales, trois routes départementales traversent la réserve : la CL-635, qui entre dans la réserve depuis les Asturies via le col de Tarna ; la LE-215, qui relie Boca de Huérgano à la ville palentine de Guardo via le col de Picones ; et la LE-234, qui rejoint la vallée du Cea par le col de Pando.

## Histoire

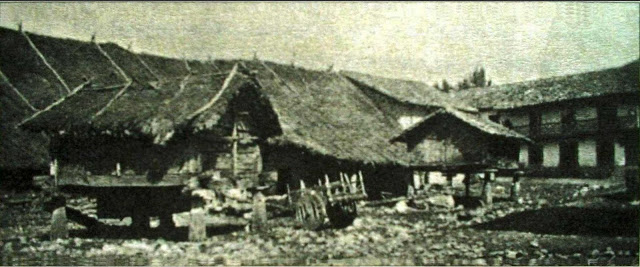
Place du marché en 1897
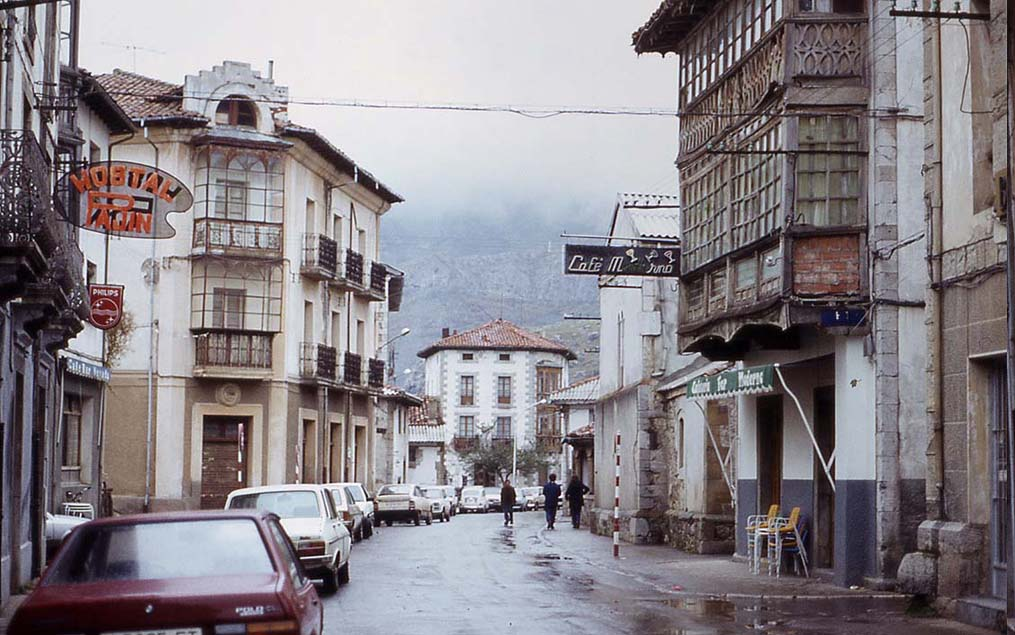
La rue centrale du village en novembre 1984
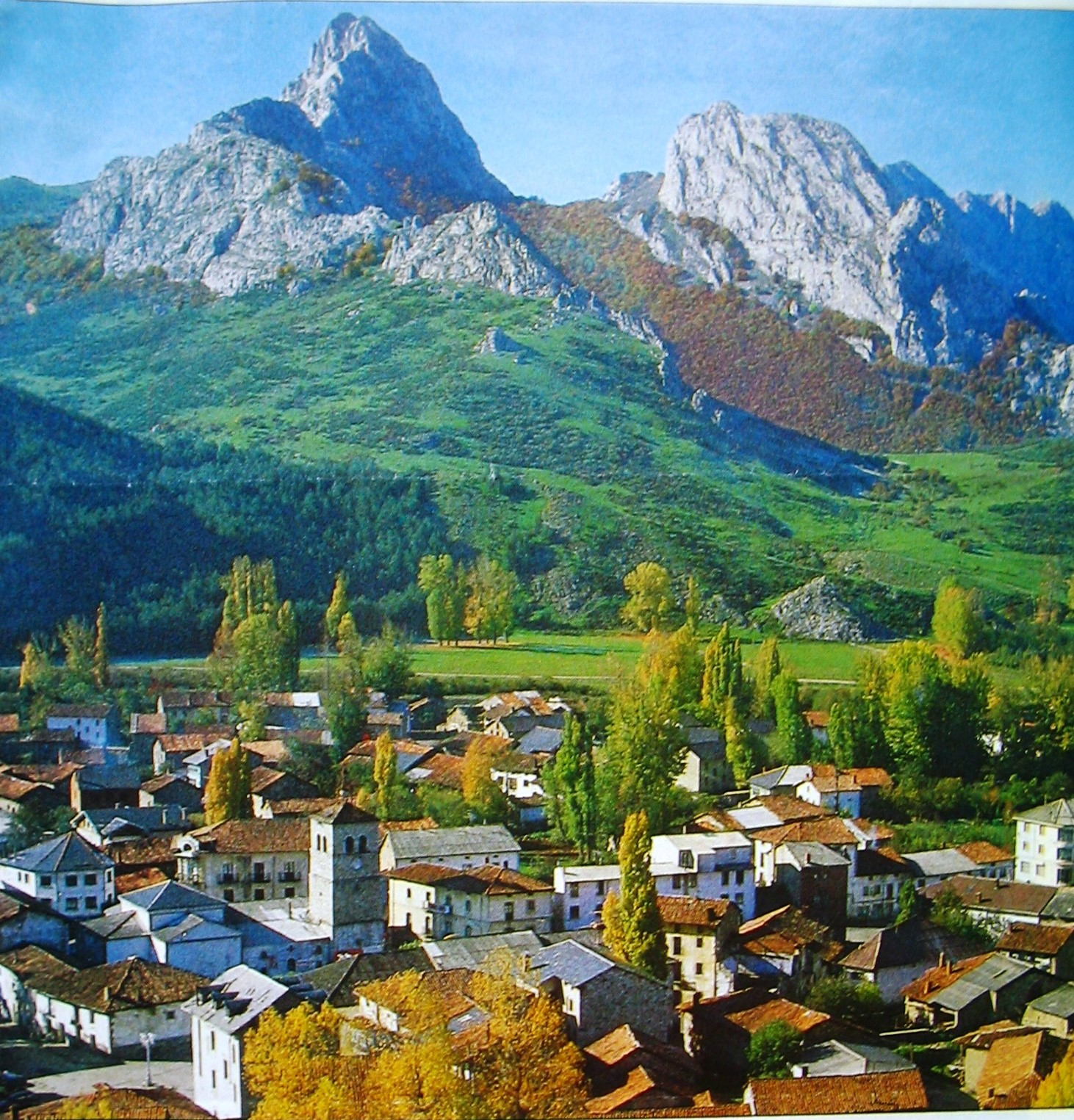
Riaño en 1986
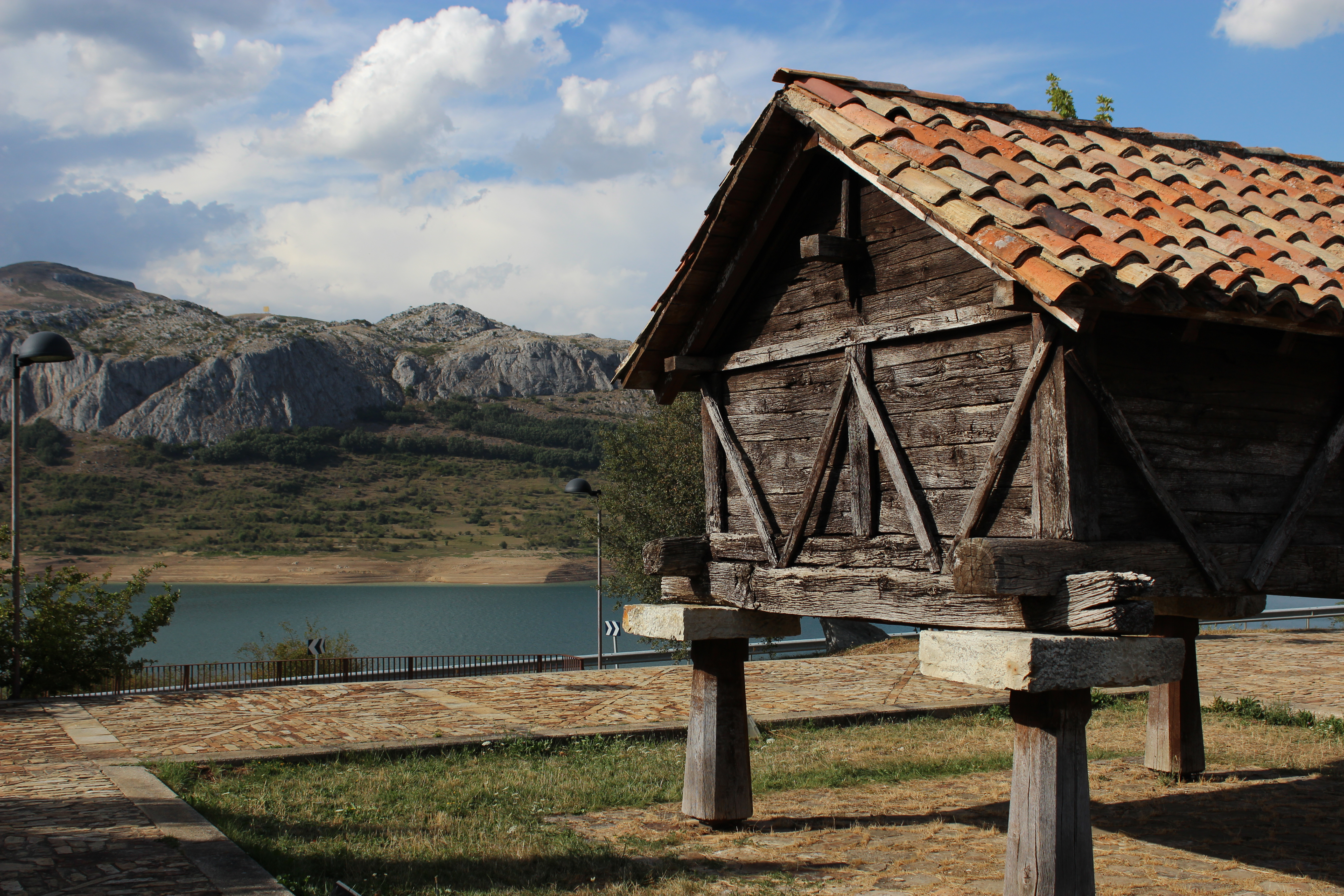
Hórreo de Salio, transféré dans le nouveau Riaño

### XXe
L’histoire récente de Riaño et de toute sa région est marquée par la construction dramatique du barrage qui porte son nom. Pour sa mise en place, l'ancien village de Riaño, également appelé Riaño « vieux » ou « ancien », a été détruit et ensuite englouti sous les eaux entre 1986 et 1987. Huit autres villages de la vallée ont également été démolis et submergés : Anciles, Salio, Huelde, Éscaro, La Puerta, Burón, Pedrosa del Rey et une partie de Vegacerneja. Tous ont été rasés, à l'exception de cinq édifices remarquables, qui ont été déplacés vers le Nouveau Riaño (l’ermitage de Quintanilla et les églises de Pedrosa del Rey et La Puerta) ainsi qu’au nouveau site du village de Burón (écoles et église), au-dessus du niveau des eaux du barrage.
Après plusieurs tentatives de construction d'un barrage au cours du XXe, le projet a été approuvé en 1963 sous la dictature de Francisco Franco. La construction du mur du barrage a débuté en 1965 et l’expropriation forcée des biens des habitants a eu lieu entre 1965 et 1978. Finalement, la vallée de Riaño, où confluent les rivières Esla, Yuso et Orza, a été submergée en 1988, sous le gouvernement de Felipe González et sous la responsabilité du Ministre des Travaux publics et de l’Urbanisme d’Espagne de l’époque, Javier Sáenz de Cosculluela.
Le processus de construction du barrage a suscité d’importantes mobilisations populaires, des affrontements avec les forces de l’ordre et même des suicides, face à l’expulsion forcée des habitants de leurs maisons avant leur démolition par l’État. L’expulsion des habitants réfractaires a été menée par les forces militaires, qui ont occupé la région pendant plusieurs mois. Ces événements ont été largement relayés par les médias internationaux. L’ancien ministre Cosculluela a déclaré à l’époque : « Nous n’avons expulsé personne, en 1987 les maisons étaient déjà expropriées ». Pendant ce temps, le Nouveau Riaño était en construction sur le site de Valcayo. Les compensations promises, sous forme de nouvelles terres irriguées pour Tierra de Campos dans la province de León (soit 84 000 hectares), n’ont jamais été mises en œuvre.
La fermeture du barrage de Riaño a eu lieu le 31 décembre 1987, à la veille de l'entrée en vigueur d'une directive européenne interdisant la construction de barrages de ce type pour des raisons environnementales. Cette directive visait à protéger les vallées et villages de haute montagne au sein de la Communauté européenne. Si le barrage n'avait pas été achevé avant le 1ᵉʳ janvier 1988, le gouvernement aurait été contraint par décret européen de reconstruire tous les villages détruits, de restaurer l’environnement, d’annuler les expropriations avec effet rétroactif et d’abandonner définitivement le projet de barrage.

## Démographie
La commune compte une population de 474 habitants (INE 2024). Les villages de Horcadas et Carande font également partie de la municipalité.

## Économie
Historiquement, avec la construction des routes au milieu du XIXe, l'économie émergente de Riaño reposait sur son rôle de centre de services pour toute la Montaña de Riaño (Partido Judicial de Riaño) ainsi que sur l'excellente qualité de son cheptel et de tous ses dérivés. À cela s'ajoutait un tourisme croissant et de qualité, attiré par ses montagnes et rivières, notamment grâce à son Parador.
Dans les années 1960, la région était surnommée la "Suisse espagnole". Ses rivières étaient réputées pour l'abondance et la finesse de leurs truites, attirant des pêcheurs du monde entier. Cependant, la construction du barrage, qui a entraîné la destruction physique de ces ressources, a radicalement transformé l'économie et le mode de vie locaux, contribuant au déclin progressif de la région, aujourd’hui affectée par le phénomène de dépeuplement.
Aujourd’hui, le secteur des services domine, principalement orienté vers le tourisme, attiré par les zones de montagne et les espaces naturels.

## Patrimoine historique et artistique

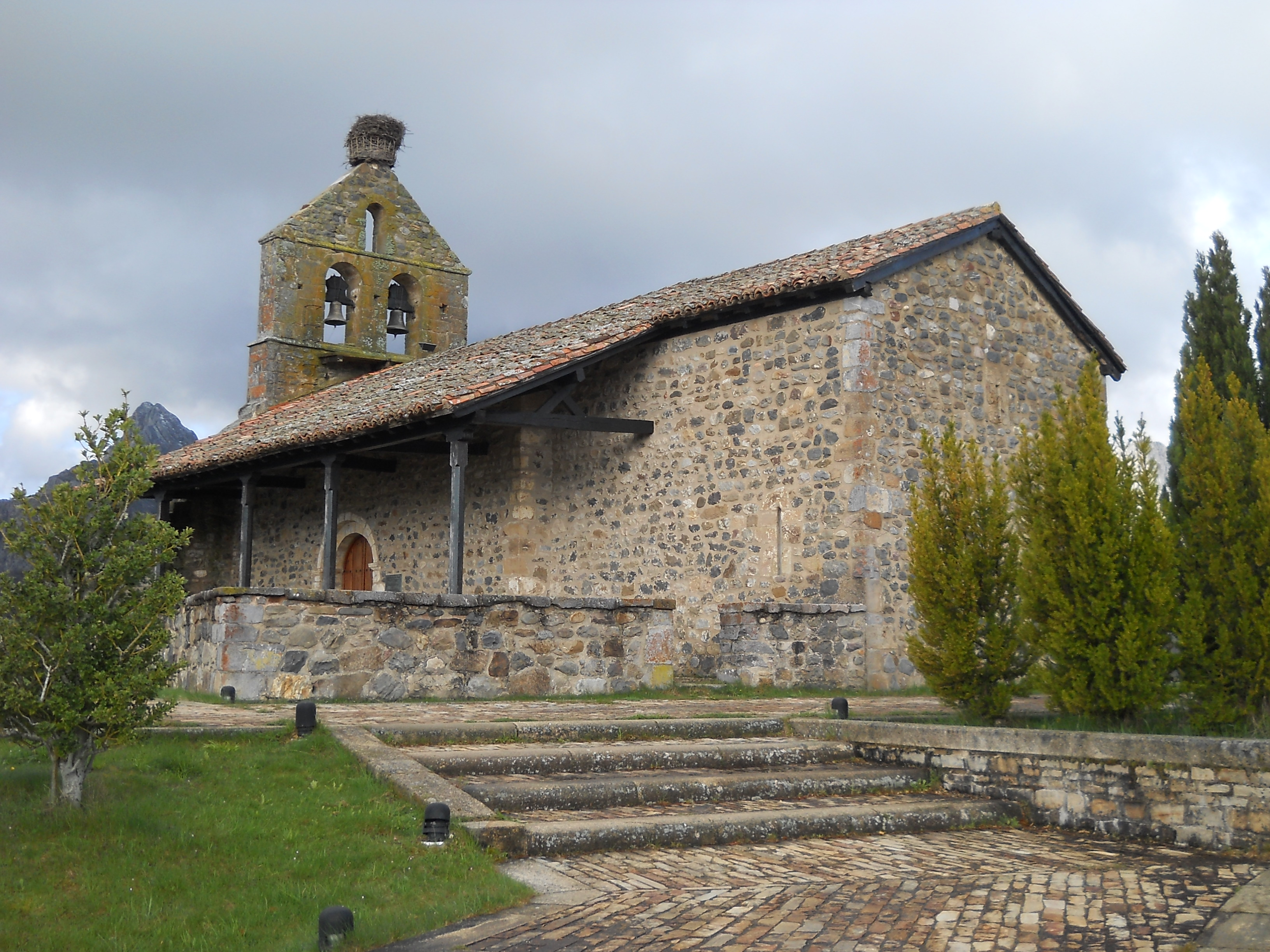
Église Notre-Dame-du-Rosaire (du jusqu'à la fin du, elle se trouvait dans le village disparu de La Puerta)

L'église de San Martín de Pedrosa del Rey, déplacée depuis Pedrosa del Rey afin qu’elle ne soit pas submergée par les eaux. Elle possède un portail roman, réplique de celui qu’elle avait autrefois. L’original a été restitué en 1991 à Siero de la Reina, d’où il provenait. Actuellement, elle est consacrée à Sainte Agathe et fait office d'église paroissiale.
L'église Notre-Dame-du-Rosaire, issue du village submergé de La Puerta, se situe à l’entrée du village en arrivant par la route de León. C'est une église du XIIIe, qui abrite à l’intérieur des peintures romanes, gothiques et baroques, considérées comme un style endémique de la montagne léonaise.
Deux des quelque quatre-vingts hórreos de type astur-léonais présents dans la région ont également été préservés.
Le Musée ethnographique régional de Riaño conserve un ensemble remarquable et précieux de matériaux archéologiques datant de la période vadinienne (IIIe et IVe) et du Moyen Âge. Parmi les pièces notables figurent plusieurs stèles vadiniennes, dont la stèle vadinienne de Vado Nebira, ainsi qu'une petite et intéressante collection de stèles funéraires médiévales, toutes originaires de la région.
Une partie du patrimoine ethnographique local est exposée dans le Musée ethnographique régional. On y trouve notamment une reconstitution grandeur nature de l'habitat traditionnel de la région, la « Casa de Humo », avec son toit à deux pans couvert de paille de seigle et un pilier central soutenant la faîtière. Le musée comprend également une forge avec son forgeron, un fabricant de sabots (« madreñero ») et un ferblantier (« hojalatero ») en pleine activité, ainsi qu’une salle de classe des anciennes écoles avec son mobilier, un professeur et des élèves.